# Gabriel Lama
Gabriel Eduardo Lama Valenzuela (2 de marzo de 1974) es un deportista chileno que compitió en judo. Ganó cinco medallas en el Campeonato Panamericano de Judo entre los años 1998 y 2002.

## Palmarés internacional
| Campeonato Panamericano | Campeonato Panamericano         | Campeonato Panamericano | Campeonato Panamericano |
| Año                     | Lugar                           | Medalla                 | Categoría               |
| ----------------------- | ------------------------------- | ----------------------- | ----------------------- |
| 1998                    | Santo Domingo (Rep. Dominicana) | Medalla de plata        | –100 kg                 |
| 1999                    | Montevideo (Uruguay)            | Medalla de bronce       | –90 kg                  |
| 2000                    | Orlando (Estados Unidos)        | Medalla de oro          | Abierta                 |
| 2000                    | Orlando (Estados Unidos)        | Medalla de plata        | –90 kg                  |
| 2002                    | Santo Domingo (Rep. Dominicana) | Medalla de bronce       | –90 kg                  |